# Kouri (Ouahigouya)
Pour les articles homonymes, voir Kouri.
Kouri est une localité située dans le département de Ouahigouya de la province du Yatenga dans la région Nord au Burkina Faso.

## Géographie
Kouri se trouve à 5 km au sud-ouest du centre de Ouahigouya, le chef-lieu de la province, et à 1 km au nord-est de Bembéla.

## Économie
Depuis mai 2018 et la découverte de filons aurifères, le territoire du village est soumis à l'orpaillage artisanal avec toutes les problématiques sociales et sanitaires qui l'entourent.

## Santé et éducation
Le centre de soins le plus proche de Kouri est le centre de santé et de promotion sociale (CSPS) de Bembéla tandis que le centre hospitalier régional (CHR) se trouve à Ouahigouya.